# Tamarix korolkowii
Tamarix korolkowii är en tamariskväxtart som beskrevs av Eduard August von Regel och Schmalh. Tamarix korolkowii ingår i släktet tamarisker, och familjen tamariskväxter. Inga underarter finns listade.